# Aislinn Derbez
Aislinn González Michel (Ciutat de Mèxic, 18 de març de 1986), coneguda professionalment com Aislinn Derbez, és una actriu i model mexicana.

## Biografia
Va estudiar la carrera d'Arts Visuals a la School of Visual Arts al mateix temps que estudiava actuació a l'Actors Studio de Nova York (2005-2009): allà va interpretar diversos papers en curtmetratges i va actuar en l'obra de teatre Happy Hour. Entre les seves aficions favorites estan la pintura, l'escultura, la fotografia, el ball, la bicicleta de muntanya.

## Carrera
Va començar la seva carrera artística com a model als 15 anys. La seva carrera va iniciar quan va tornar a viure a la Ciutat de Mèxic en el 2009. La seva carrera va prendre rellevància per les seves primeres participacions en llargmetratges com Te presento a Laura (2010), dirigida per Fernando Noriega, i El atentado (2010) de Jorge Fons.
Va continuar la seva carrera cinematogràfica amb El cielo en tu mirada (2012) de Pitipol Ybarra, Abolición de la propiedad (2012) de Jesús Magaña per la qual va ser nominada com a «Millor Actriu» en el Festival Internacional de Cinema a Guadalajara, Yerbamala (2012) de Javier Solar, Musth (2013) de Mauricio T. Valle, i Tierra de sangre (2013), de James Katz.
Va protagonitzar 5 sèries de televisió dins i fora de Mèxic: a la sèrie per a Canal Once Los Minondo (2010), a la sèrie de MTV Niñas Mal (2011), i a la sèrie colombiana La promesa (2012). També va actuar a la sèrie de Televisa Ellas son... la alegría del hogar (2010); i a la sèrie produïda per Pedro Torres, Mujeres asesinas (2011), protagonitzant l'episodi «Marta, manipuladora» al costat de l'actriu argentino-colombiana Lorena Meritano.
En teatre ha actuat a l'obra No sé si cortarme las venas o dejármelas largas (2011) escrita i dirigida per Manolo Caro. També va participar en els programes d'humor del seu pare, l'actor, comediant, escriptor i productor televisiu Eugenio Derbez: Al derecho y al derbez, Derbez en cuando i XHDRBZ.
Ha participat en vídeos musicals, com «Estuve» i «Se me va la voz» d'Alejandro Fernández,  «Sólo déjate amar» de Kalimba. El 2008 va actuar a la sèrie-web Colinas, actuant i interpretant a 'Leah'; després va fer una altra sèrie-web anomenada Sweet & Spicy (2008).

## Vida personal
És filla dels actors Eugenio Derbez i Gabriela Michel, i és germana de Vadhir Derbez, José Eduardo Derbez i Aitana Derbez i neta de Silvia Derbez. En 2016 es va casar amb Maurici Ochmann, i al febrer de 2018 van tenir una filla, Kailani.  Al març de 2020, la parella va anunciar el seu divorci.

## Filmografia

### Televisió
| Any         | Títol                             | Personatge       |
| ----------- | --------------------------------- | ---------------- |
| 1995        | Al derecho y al derbez            |                  |
| 1999        | Derbez en cuando                  |                  |
| 2002        | XHDRBZ                            |                  |
| 2008        | Colinas                           | Leah             |
| 2009        | Sweet & Spicy                     |                  |
| 2010        | Ellas son... la alegría del hogar | Vanessa          |
| 2010        | Mujeres asesinas                  | Marta            |
| 2010        | Los Minondo                       | Casilda Minondo  |
| 2011        | Niñas mal                         | Brenda           |
| 2012        | La promesa                        | Frida            |
| 2012        | Los héroes del norte              | Natasha          |
| 2013        | Gossip Girl Acapulco              | Giovanna         |
| 2018 - 2020 | La casa de las flores             | Elena De La Mora |
| 2019 - 2023 | De viaje con los Derbez           | Ella mateixa     |
| 2023        | Noche de chicas                   | Tess             |
| 2025        | Entre paredes                     | Marga            |

### Cinema
| Any  | Títol                              | Personatge                |
| ---- | ---------------------------------- | ------------------------- |
| 2008 | Served Cold                        | Mercedes                  |
| 2010 | El atentado                        | Telésfora                 |
| 2010 | Te presento a Laura                | Karla                     |
| 2012 | El cielo en tu mirada              | Abril                     |
| 2012 | Abolición de la propiedad          | Norma                     |
| 2012 | Yerbamala                          | Elena                     |
| 2013 | Musth                              | Pía                       |
| 2013 | Tierra de sangre                   | Magdalena                 |
| 2013 | Estar o no estar                   | Nastenka                  |
| 2015 | A la mala                          | María Laura "Mala" Medina |
| 2016 | Compadres                          | María                     |
| 2016 | Macho                              | Viviana                   |
| 2016 | Qué pena tu vida                   | Andrea                    |
| 2017 | Win it all                         | Eva                       |
| 2017 | Hazlo como hombre                  | Natalia                   |
| 2019 | Miss Bala                          | Isabel                    |
| 2021 | La casa de las Flores: La Película | Elena De La Mora          |
| 2022 | ¿Qué culpa tiene el Karma?         | Sara                      |
| 2023 | Me vuelves loca                    | Carolina                  |

## Teatre
| Any  | Títol                                           | Notes   |
| ---- | ----------------------------------------------- | ------- |
| 2010 | No sé si cortarme las venas o dejármelas largas |         |
|      | El príncipe feliz                               | Musical |
|      | Happy Hour                                      |         |

## Vídeos musicals
- «Estuve» d'Alejandro Fernández
- «Se me va la voz» d'Alejandro Fernández
- «Solo Déjate Amar» de Kalimba
- «Que Vida la Mía» de Reik
- «Será» de LU
- «María» de C-Kan